# Dłonie na murze
Dłonie na murze (Hands on the wall) – powieść polityczna i obyczajowa z życia Niemiec Zachodnich, autorstwa Jana Dobraczyńskiego.
Ukończona we wrześniu 1960, opublikowana została przez wydawnictwo "Pax" w tym samym roku, a następnie dwukrotnie jeszcze wydana (1961, 1968) w specjalnej dwujęzycznej edycji polsko-angielskiej. Znany jest również przekład czeski (Praha 1963).

## Zarys fabuły

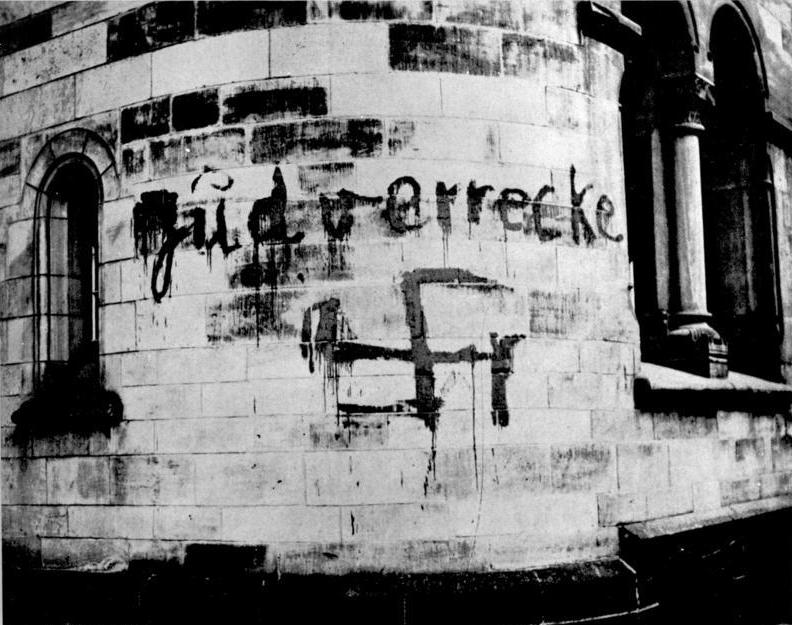
Antysemickie napisy na murze niemieckiej synagogi

W jednym z miast zachodnioniemieckich dochodzi do skandalu: kilku chłopców zostaje przyłapanych nocą na malowaniu hitlerowskich swastyk na murze miejscowej synagogi; tragicznym akcentem jest zgon żony miejscowego rabina wskutek przeżytego wstrząsu. Za pośrednictwem prasy sprawa nabiera znacznego rozgłosu i na specjalne polecenie ministra ma zająć się nią doświadczony prokurator Kiesel, który już na początku popada w trudności. Poddawany odgórnym sugestiom i naciskom pojmuje, iż spośród pięciu sprawców pozostaje mu oskarżyć jednego – w istocie najmniej winnego, syna niezamożnej i nieustosunkowanej, prostej rodziny Zumpenów. Jego mroczna i powikłana osobowość wzbudza ciekawość prokuratora; w dodatku jest on całkiem nieświadom, iż Hans jest chłopakiem jego córki Ingi, z którą Kiesel ma bardzo nikły kontakt i o której prywatnym życiu nic nie wie. Również jednak rodzice Zumpena nie mają bliższego kontaktu z synem, który faktycznie jest ich dzieckiem przybranym i którego pochodzenie skrywa jakąś mroczną tajemnicę z lat wojny. Nieuchronnie zbliżający się dramat aresztowania chłopaka wybranego na kozła ofiarnego w tym politycznym skandalu, niespodzianie kończy tragedia: oboje młodzi giną w wypadku samochodowym spowodowanym przez zdesperowanego chłopaka, który swe życie kończy właśnie pod murem fatalnej synagogi.

## Tło i cechy utworu
Powieść wpisuje się w popieraną i lansowaną przez władze gomułkowskiej Polski falę literatury krytycznie oceniającej społeczeństwo zachodnioniemieckie i warunki rozwoju ówczesnej NRF. Zgodnie z ówczesną linią polityczną partii autor wymownie akcentował w niej militaryzm Niemiec Zachodnich poddanych absolutnym wpływom USA i NATO, wraz z groźbą neohitleryzmu rozwijającego wśród tamtejszej młodzieży. Obierając za tło nierzadki wtedy i nagłaśniany propagandowo antysemicki eksces, pisarz ukazał dostatnie życie codzienne ówczesnych Niemców i towarzyszący temu niski poziom moralny ludzi z zachodnioniemieckich elit. Obraz ten uzupełnia krytyczne spojrzenie na młode pokolenie – bezideowe i prowadzące czcze życie wypełnione modnymi banałami, przede wszystkim jednak pozbawione podstawowej wiedzy o niedawnej przeszłości, której się przed nim nie ujawnia celowo.